# Krauschütz (Großenhain)
Krauschütz ist ein etwa zehn Kilometer nordöstlich gelegener Ortsteil der sächsischen Stadt Großenhain im Landkreis Meißen. Naturräumlich befindet sich der Ort in der Großenhainer Pflege.
Er umfasst eine Fläche von 358 Hektar.

## Geschichte

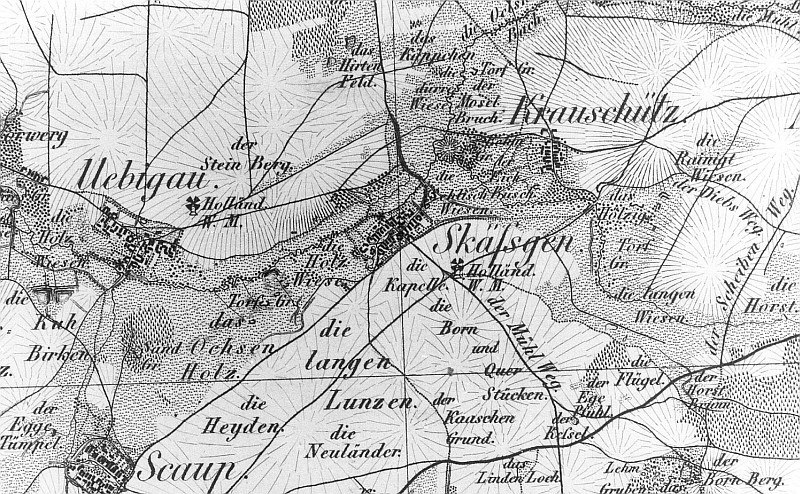
Krauschütz auf einer aus dem Jahre 1841 stammenden Landkarte

| 1834 | 088 |      | 1925 | 117 |  | 2016 | 77 |
| 1871 | 098 | 1939 | 094  |     |  |      |    |
| 1890 | 099 | 1946 | 162  |     |  |      |    |
| 1910 | 109 | 1950 | 164  |     |  |      |    |

### Ortsname und urkundliche Ersterwähnung
Bei Krauschütz handelt es sich ursprünglich um ein Straßendorf mit Gewannflur. Der Ort verdankt seinen Namen dem wendischen „Kruschwiza“, was so viel wie Birnbaum heißt, vgl. Krauschwitz/Krušwica in der Oberlausitz. Seine erste urkundliche Erwähnung unter diesem Namen erfolgte im Jahre 1406 als Krußewicz. Weitere Ortnamensformen waren: Kruschwitzchin (1456), Krawschwytzken (1462), Kleyne Kraschwytz (1462), Crauschwitcz (1474), Cleynen Krauschitz (1500), Krausch (1539), Klein Krauschitz (1586) und Krauschuetz bey Hayn (1791).
Um 1406 umfasste der Ort neun Hufen. Krauschütz wurde den auf der Burg Elsterwerda sitzenden Herren von Köckritz durch die Markgrafen von Meißen als Lehen überwiesen. In dessen Besitz blieb es vermutlich bis zur Mitte des 15. Jahrhunderts. Nachfolger wurde im Jahre 1551 das Rittergut Walda. Im Jahr 1764 waren im Dorf 7 besessene Mann und 5 Häusler ansässig. Die Ortsgröße wurde in jener Zeit ebenfalls mit neun Hufen angegeben.
Infolge der Bodenreform in der Sowjetischen Besatzungszone kam es 1953 im landwirtschaftlich geprägten Krauschütz zur Gründung einer Landwirtschaftlichen Produktionsgenossenschaft (LPG) des Typs I, wozu von den Bauern der gesamte Boden eingebracht werden musste. Zunächst hatte die örtliche LPG, die den Namen Edelweiß erhielt, sechs Höfe mit zehn Bauern als Mitglieder. Zur Erhöhung der Ertragsfähigkeit der örtlichen landwirtschaftlichen Produktionsflächen wurde Anfang der 1980er Jahre damit begonnen zwischen Krauschütz und Skäßchen Torf abzubauen, welcher auf die Felder aufgebracht wurde. Das etwa 2 Hektar umfassende Restgewässer des einstigen Torfstichs dient in der Gegenwart als Anglergewässer.

### Eingemeindungen
Eine erste Eingemeindung erfuhr der Ort im Jahre 1960, als man sich mit der nur wenig größeren Nachbargemeinde Skäßchen sowie den beiden Nachbardörfern Skaup und Uebigau zusammenschloss. 1994 wurde Krauschütz dann gemeinsam mit den anderen Ortsteilen der Gemeinde nach Zabeltitz eingemeindet.
Gemeinsam mit Zabeltitz und dessen anderen Ortsteilen folgte schließlich 2010 nach einem Bürgerentscheid die Eingemeindung ins benachbarte Großenhain.

## Kultur und Sehenswürdigkeiten
Geprägt ist der Ort von Dreiseitenhöfen. In Band 70 der Publikationsreihe Werte der deutschen Heimat wurde 2008 der Dreiseitenhof in der Straucher Straße 17 ein Seitengebäude aus Fachwerk mit mittigem Andreaskreuz als besonders bemerkenswert bezeichnet. Des Weiteren wurden der ebenfalls mit Fachwerk versehene Hof in der Straucher Straße 20, der außerdem im südlichen Seitengebäude noch eine Kumthalle besitzt, sowie die Höfe Straucher Straße 2 und 5 erwähnt.